# Oskar Lassar

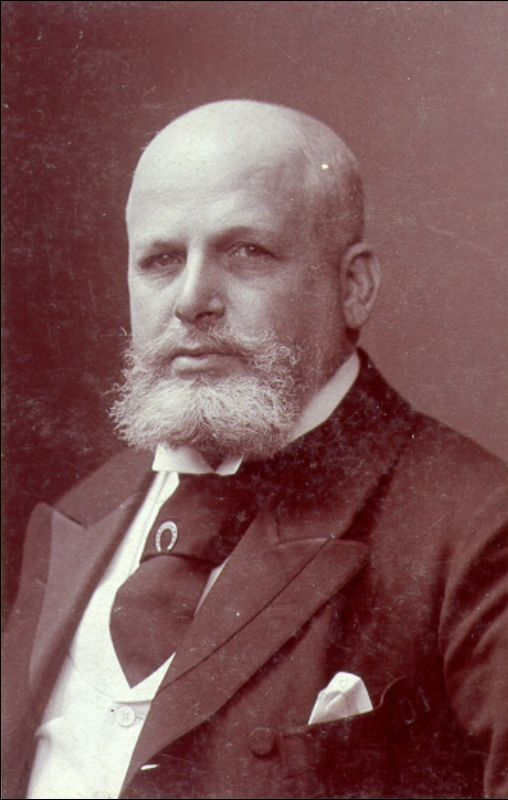
Oskar Lassar, vor 1902

Oskar Lassar (* 11. Januar 1849 in Hamburg; † 21. Dezember 1907 in Berlin) war ein deutscher Mediziner, der sich vor allem Fragen der Hygiene widmete und maßgeblich an der Verbreitung von Volksbädern in Deutschland beteiligt war.

## Leben
Lassar stammte aus einer jüdischen Familie; sein Vater war Kaufmann in Hamburg. Er studierte Medizin in Heidelberg, Göttingen, Straßburg und Berlin und promovierte 1872 an der Uni Göttingen mit einer Arbeit über die Manometrie der Lungen. 
Im Deutsch-Französischen Krieg wurde Lassar zum Wehrdienst eingezogen und hier zum Offizier befördert. Für seinen Einsatz erhielt er das Eiserne Kreuz. Nach Beendigung seines Kriegseinsatzes wurde er Assistenzarzt an der Uni Göttingen unter der Leitung des Professors Meißner. Im Jahr 1875 folgte er einem Ruf an das Pathologische Institut in Breslau. Bald übersiedelte Oskar Lassar nach Berlin und absolvierte in der Hautklinik der Berliner Charité seine Assistenzzeit. Danach eröffnete er in Berlin eine Privatklinik für Dermatologie und Syphilis. Im Jahr 1880 erhielt Lassar die Zulassung als Privatdozent an der Berliner Universität. 
Während seiner gesamten medizinischen Tätigkeit in den oben genannten Städten führte Lassar auch Forschungen durch und veröffentlichte die Erkenntnisse, so unter anderem über die Alkaleszenz des Blutes, das Fieber der Kaltblüter, über den Lymphstrom bei Stauung und Entzündung, zum Zusammenhang zwischen Haut- und Nierenreizen, über die Mikrokokken der Phosphoreszenz und viele weitere breit gefächerte Themen.

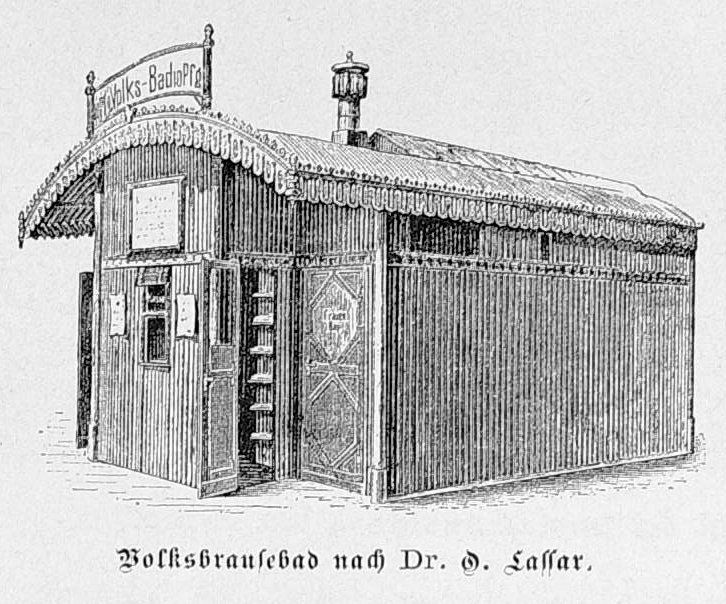
Volksbrausebad 1883

Als einer der ersten Ärzte seiner Zeit versuchte er, Röntgenstrahlen therapeutisch zu nutzen. Als Hautarzt entwickelte er eine Zinkpaste zur Behandlung von Ekzemen, die auch heute noch verwendet wird.
Lassars besonderes Interesse galt der Verbesserung der hygienischen Bedingungen, gerade auch für die unteren Bevölkerungsschichten. So setzte er sich maßgeblich für die Einrichtung von Desinfektionsanstalten und von Volksbrausebädern ein, die er 1883 auf der Hygiene-Ausstellung in Berlin öffentlich vorgestellt hatte. Das Dr. Lassarsche Arbeiterbrausebad wurde in der Ausstellung für Unfallverhütung in Berlin 1889 mit einem Preis gewürdigt. Zunächst gründete Lassar den Verein für Volksbadewesen, 1899 wurde daraus dann die Deutsche Gesellschaft für Volksbäder. 1902 wurde er Professor an der Universität in Berlin, ein Schüler von ihm war der Dermatologe Georgios Fotinos.
Oskar Lassar war der Begründer der Dermatologischen Zeitschrift und war bis zu seinem Tode 1907 ihr erster Chefredakteur.
Er war verheiratet mit Emma Lüding (1858–1939) und hatte 3 Söhne Gerhard, Erich und Helmut.

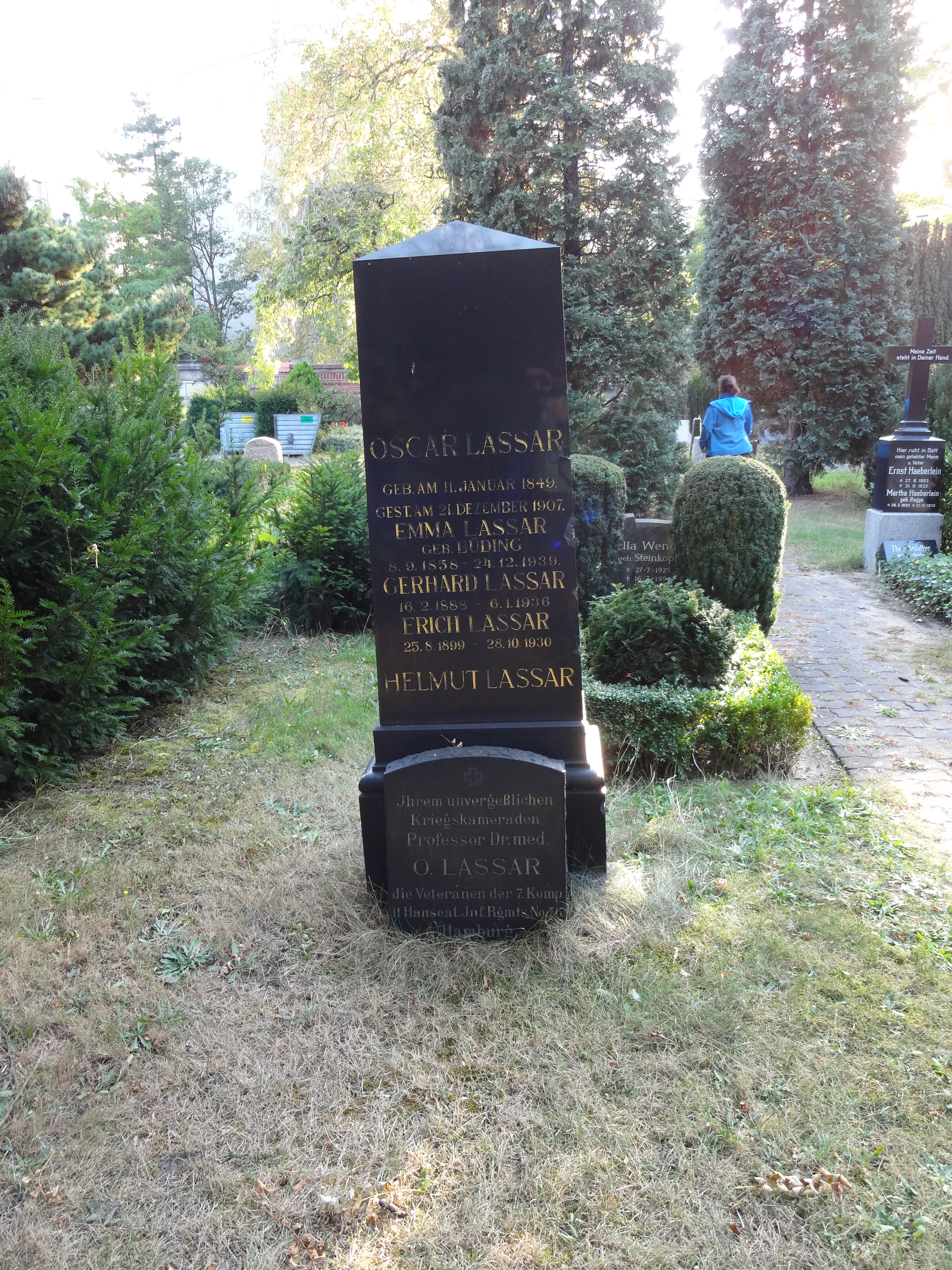
Grabstätte

Sein Grab befindet sich auf dem Dorotheenstädtischen Friedhof II an der Liesenstraße.

## Veröffentlichungen (Auswahl)
- Volksgesundheit und menschliche Gesellschaft in ihren Wechselbeziehungen[1]
- Das medizinische Studium der Frauen[1]
- Über häusliche Gesundheitspflege[1]
- Das Ästhetische in der Medizin[1]
- Geschichte und Gedichte für kleine Kinder[1]